# Sauber C22
Der Sauber C22 war ein Formel-1-Rennwagen, den Sauber Motorsport 2003 in der Formel-1-Weltmeisterschaft einsetzte.

## Entwicklungsgeschichte und Technik
Auch 2003 erhielt das Team von Peter Sauber exklusiv die Formel-1-Kundenmotoren der Scuderia Ferrari. Wie im Vorjahr wurde das Aggregat als Sponsorgründen Petronas V10 gebrandet. Diesmal mit der Typenbezeichnung 03A. Der von Willy Rampf konstruierte Wagen war eine weitreichende Weiterentwicklung des C21.
Die Fahrerpaarung bildeten die beiden Deutschen Heinz-Harald Frentzen und Nick Heidfeld. Felipe Massa hatte das Team für ein Jahr verlassen und übernahm Testarbeiten bei Ferrari.

## Renngeschichte
Sein Renndebüt gab der C22 beim Großen Preis von Australien im März 2003. Im Qualifikationstraining erzielte Heinz-Harald Frentzen in 1:28,274 Minuten die viertschnellste Zeit und war dabei nur knapp eine Sekunde langsamer als Michael Schumacher im Ferrari F2002. Nick Heidfeld qualifizierte seinen C22 an der siebten Stelle. Das Rennen beendete Frentzen als Sechster, während Heidfeld mit einer defekten Vorderradaufhängung ausfiel. Beim zweiten Saisonrennen, dem Großen Preis von Malaysia, der mit dem ersten Grand-Prix-Sieg des Finnen Kimi Räikkönen im McLaren MP4-17D endete, kamen beide C22 ins Ziel. Nick Heidfeld beendete das Rennen als Achter und erzielte damit seinen ersten Weltmeisterschaftspunkt der Saison. Frentzen kam einen Platz dahinter als Neunter ins Ziel.
Beim dritten Saisonrennen, dem Großen Preis von Brasilien gab es erneut Punkte für Sauber. Das Rennen wurde nach schweren Unfällen von Mark Webber und Fernando Alonso auf der Zielgerade abgebrochen und endete mit einem erneuten Debütsieg durch Giancarlo Fisichella im Jordan EJ13; Frentzen wurde als Fünfter gewertet.
Diese Erfolge zu den Beginn des Jahres ließen bei Sauber Hoffnung auf eine starke Saison aufkommen, aber im Laufe der Sommerrennen rutschten die C22 sowohl in den Trainings als auch in den Rennen immer weiter ins hintere Mittelfeld ab. Erst bei vorletzten Wertungslauf des Jahres, dem Großen Preis der USA, kamen die C22 wieder ins Spitzenfeld. Heinz-Harald Frentzen, der sogar eine Runde geführt hatte, kam als Dritter ins Ziel und damit aufs Podium; Nick Heidfeld wurde Fünfter.
Die Konstrukteurswertung 2003 beendete Sauber mit 19 Punkten als Gesamtsechster.

## Ergebnisse
| Fahrer               | Nr.                  | 1   | 2 | 3   | 4  | 5   | 6   | 7   | 8   | 9 | 10 | 11 | 12  | 13  | 14 | 15 | 16  | Punkte | Rang |
| -------------------- | -------------------- | --- | - | --- | -- | --- | --- | --- | --- | - | -- | -- | --- | --- | -- | -- | --- | ------ | ---- |
| Formel-1-Saison 2003 | Formel-1-Saison 2003 |     |   |     |    |     |     |     |     |   |    |    |     |     |    |    |     | 19     | 6.   |
| N. Heidfeld          | 09                   | DNF | 8 | DNF | 10 | 10  | DNF | 11  | DNF | 8 | 13 | 17 | 10  | 9   | 9  | 5  | 9   | 19     | 6.   |
| H. Frentzen          | 10                   | 6   | 9 | 5   | 11 | DNF | DNF | DNF | DNF | 9 | 12 | 12 | DNF | DNF | 13 | 3  | DNF | 19     | 6.   |

| Legende  | Legende            | Legende                                                          |
| Farbe    | Abkürzung          | Bedeutung                                                        |
| -------- | ------------------ | ---------------------------------------------------------------- |
| Gold     | –                  | Sieg                                                             |
| Silber   | –                  | 2. Platz                                                         |
| Bronze   | –                  | 3. Platz                                                         |
| Grün     | –                  | Platzierung in den Punkten                                       |
| Blau     | –                  | Klassifiziert außerhalb der Punkteränge                          |
| Violett  | DNF                | Rennen nicht beendet (did not finish)                            |
| Violett  | NC                 | nicht klassifiziert (not classified)                             |
| Rot      | DNQ                | nicht qualifiziert (did not qualify)                             |
| Rot      | DNPQ               | in Vorqualifikation gescheitert (did not pre-qualify)            |
| Schwarz  | DSQ                | disqualifiziert (disqualified)                                   |
| Weiß     | DNS                | nicht am Start (did not start)                                   |
| Weiß     | WD                 | zurückgezogen (withdrawn)                                        |
| Hellblau | PO                 | nur am Training teilgenommen (practiced only)                    |
| Hellblau | TD                 | Freitags-Testfahrer (test driver)                                |
| ohne     | DNP                | nicht am Training teilgenommen (did not practice)                |
| ohne     | INJ                | verletzt oder krank (injured)                                    |
| ohne     | EX                 | ausgeschlossen (excluded)                                        |
| ohne     | DNA                | nicht erschienen (did not arrive)                                |
| ohne     | C                  | Rennen abgesagt (cancelled)                                      |
| ohne     | keine WM-Teilnahme |                                                                  |
| sonstige | P/fett             | Pole-Position                                                    |
| sonstige | 1/2/3/4/5/6/7/8    | Punktplatzierung im Sprint-/Qualifikationsrennen                 |
| sonstige | SR/kursiv          | Schnellste Rennrunde                                             |
| sonstige | *                  | nicht im Ziel, aufgrund der zurückgelegten Distanz aber gewertet |
| sonstige | ()                 | Streichresultate                                                 |
| sonstige | unterstrichen      | Führender in der Gesamtwertung                                   |